# Paranthura kunzea
Paranthura kunzea är en kräftdjursart som beskrevs av Gary C.B. Poore 1984. Paranthura kunzea ingår i släktet Paranthura och familjen Paranthuridae. Inga underarter finns listade i Catalogue of Life.